# مبدأ الكوجيتو

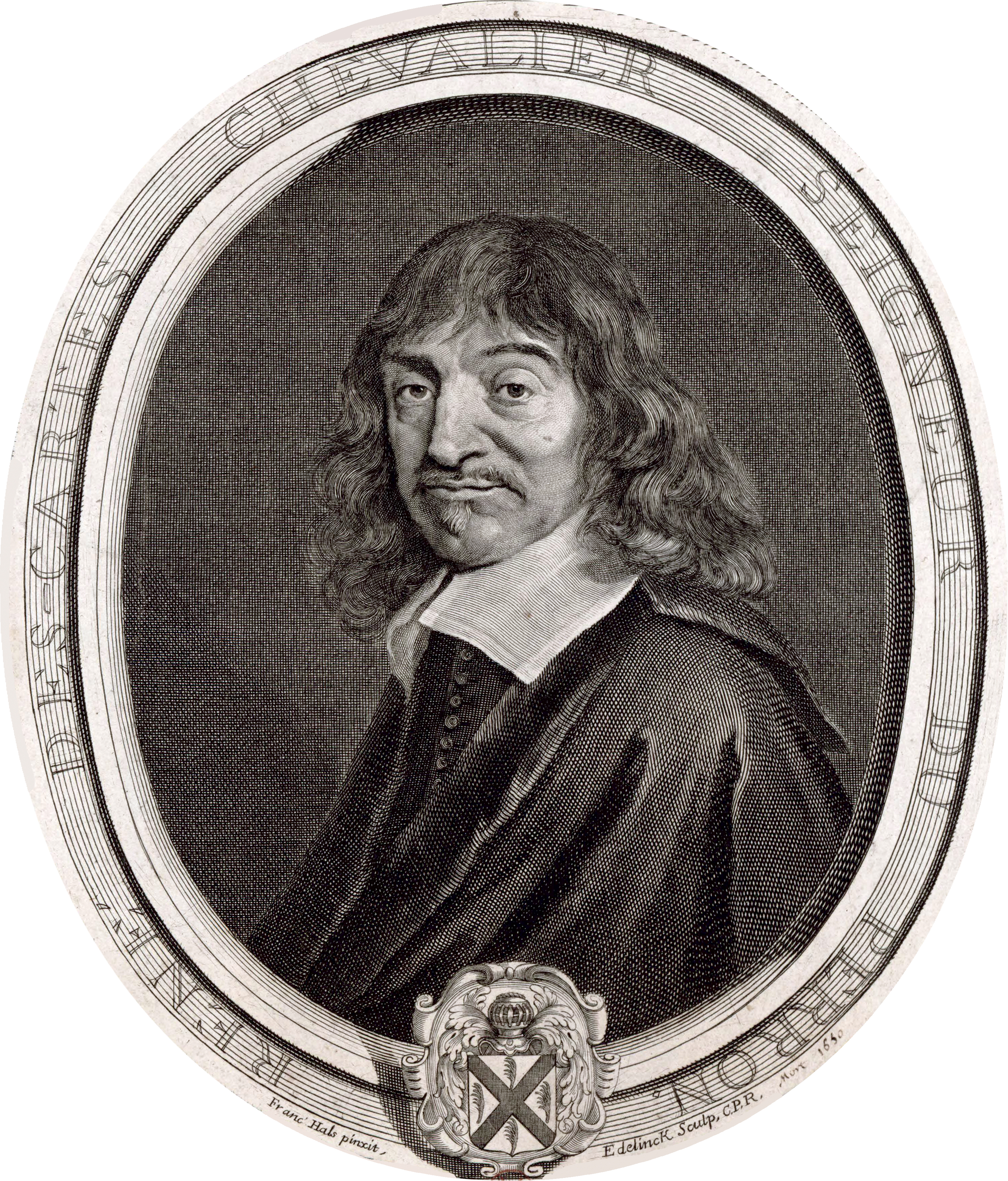

الكوجيتو (باللاتينية: Cogito, ergo sum) هو المبدأ الذي انطلق منه ديكارت لإثبات الحقائق بالبرهان وهو عبارة عن قضية منطقية ترجمتها بالعربية(أنا أفكر إذا أنا موجود) .